# 對流層頂
对流层顶是地球大气的对流层与平流层的分界面。

## 定義

大气分层（不依比例）

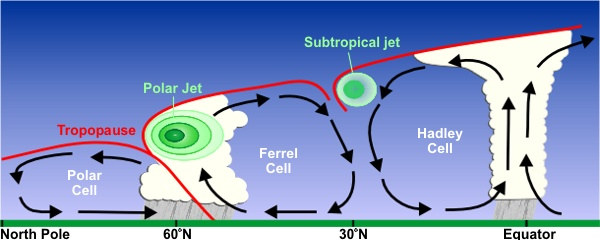
赤道地区的对流层顶比极区更高

对流层顶是指气温不再随高度而变冷，而且几乎不含水蒸汽。世界气象组织正式定义为:
对流层与平流层的边界，气温垂直递减率发生突然变化，其底界的气温垂直递减率小于等于2 °C/km，其上2km的平均气温垂直递减率不超过2 °C/km.
上述定义指出，大气垂直温度梯度的不连续性。

## 位置
赤道的对流层平均高度17km，而极区的对流层平均高度9km。对流层的气温垂直递减率平均为6.5°C每千米。:112 在平流层，气温随高度增加而增加。   